# Ina Garten
Ina Garten Rosenberg (Nova Iorque, 2 de Fevereiro de 1948) é uma autora americana, apresentadora do programa do Food Network Barefoot Contessa, e ex-analista política da Casa Branca. Conhecida por projetar receitas com ênfase em ingredientes frescos e dicas de economia, ela tem sido observada por Martha Stewart, Oprah Winfrey, e Patricia Wells pela sua cozinha e casa de entretenimento.
Garten teve nenhum treinamento formal, ela aprendeu sozinha as técnicas culinárias com o auxílio de franceses e livros de receitas da Nova Inglaterra. Mais tarde, ela confiou na intuição e nas opiniões de clientes e amigos para refinar suas receitas.

## Trabalhos

### Livros
- The Barefoot Contessa Cookbook (1999), Clarkson Potter,  ISBN 0-609-60219-5
- Barefoot Contessa Parties! Ideas and Recipes For Easy Parties That Are Really Fun (2001)
- Barefoot Contessa Family Style: Easy Ideas and Recipes That Make Everyone Feel Like Family (2002)
- Barefoot in Paris: Easy French Food You Can Make at Home (2004)
- Barefoot Contessa at Home: Everyday Recipes You'll Make Over and Over Again (2006)
- Barefoot Contessa Back to Basics: Fabulous Flavor from Simple Ingredients (2008)
- Barefoot Contessa: How Easy Is That? (2010)

### Colunas de revista
- "Entertaining is Fun!" (Martha Stewart Living 1999–presente)
- "Entertaining." (O, The Oprah Magazine 2003–presente)
- "Ask the Barefoot Contessa." (House Beautiful 2006–presente)

### Televisão
- From Martha's Kitchen: Ina Garten's Kitchen Clambake (2000)
- Barefoot Contessa (2002–presente)
- Chefography (2006)
- 30 Rock (2011)